# Coelogyne cristata
A Coelogyne cristata az egyszikűek (Liliopsida) osztályának spárgavirágúak (Asparagales) rendjébe, ezen belül a kosborfélék (Orchidaceae) családjába tartozó faj.
Nemzetségének a típusfaja.

## Előfordulása
A Coelogyne cristata előfordulási területe Banglades, az indiai Asszám, Nepál, Tibet, valamint a Himalája keleti és nyugati lábai.

## Megjelenése
A növénynek sok rövid szára van. A virágok szirmai fehérek, kis sárga ponttal az ajkaikon, és 8 centiméter átmérőjűek. A 10-15 centiméter hosszú levelei keskenyek és sötétzöldek. Hagymái (bulbus) körülbelül dió méretűek.

## Életmódja
Hegyvidéki növényként, a virágzása a hóolvadás előtt, azaz a télvégén elkezdődhet. A tartásához sok fényre van szüksége, azonban elkerülendő a teljes Napsütés. Nappal 16-18 Celsius-fokot igényel, míg éjszaka elég a 12 Celsius-fok is. Epifiton növényként nincs szüksége sok tápra, azonban bőséges öntözésre. Szétszedéssel szaporítható; azonban nehezen tartható.

## Képek

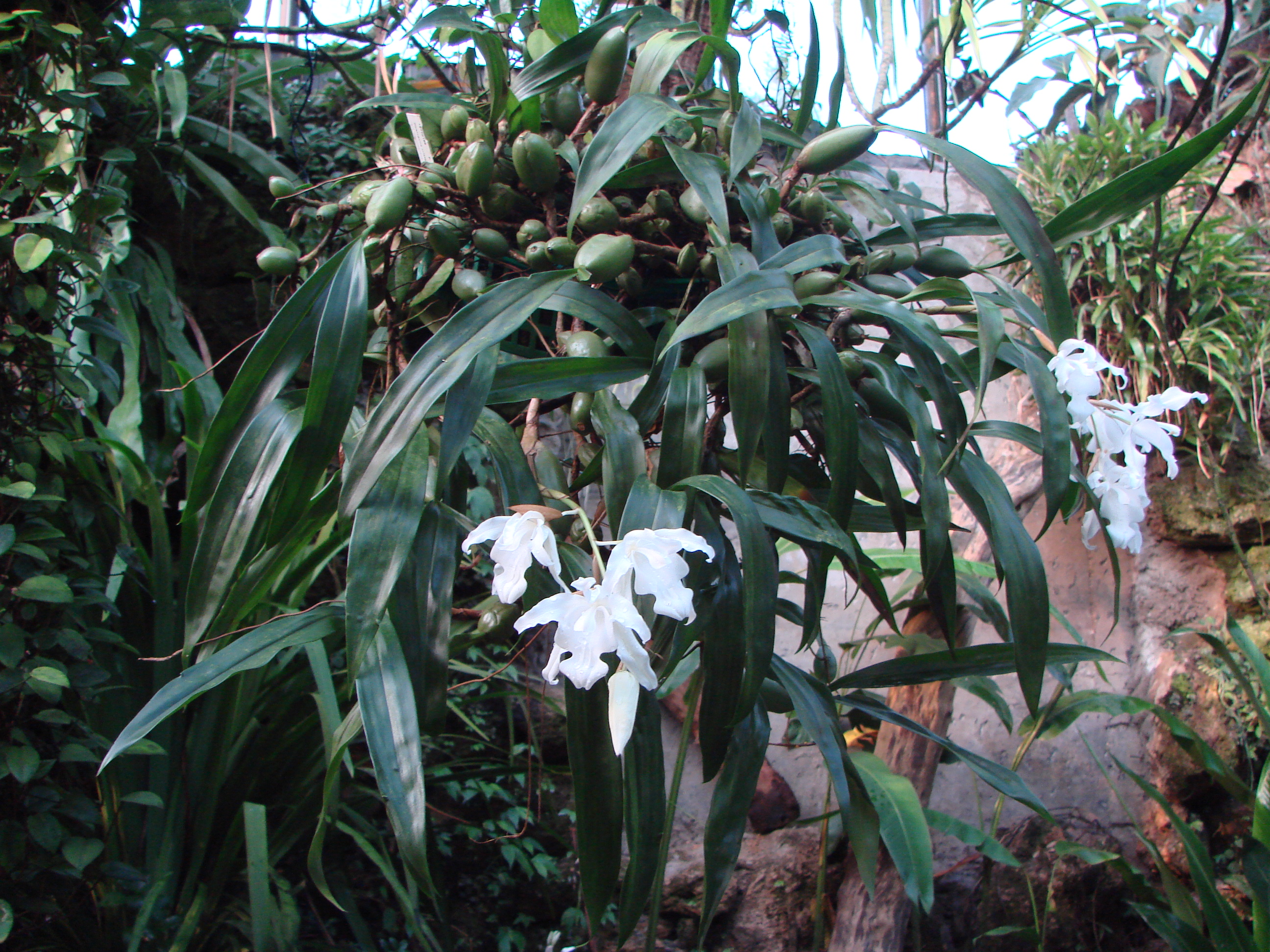
A növény
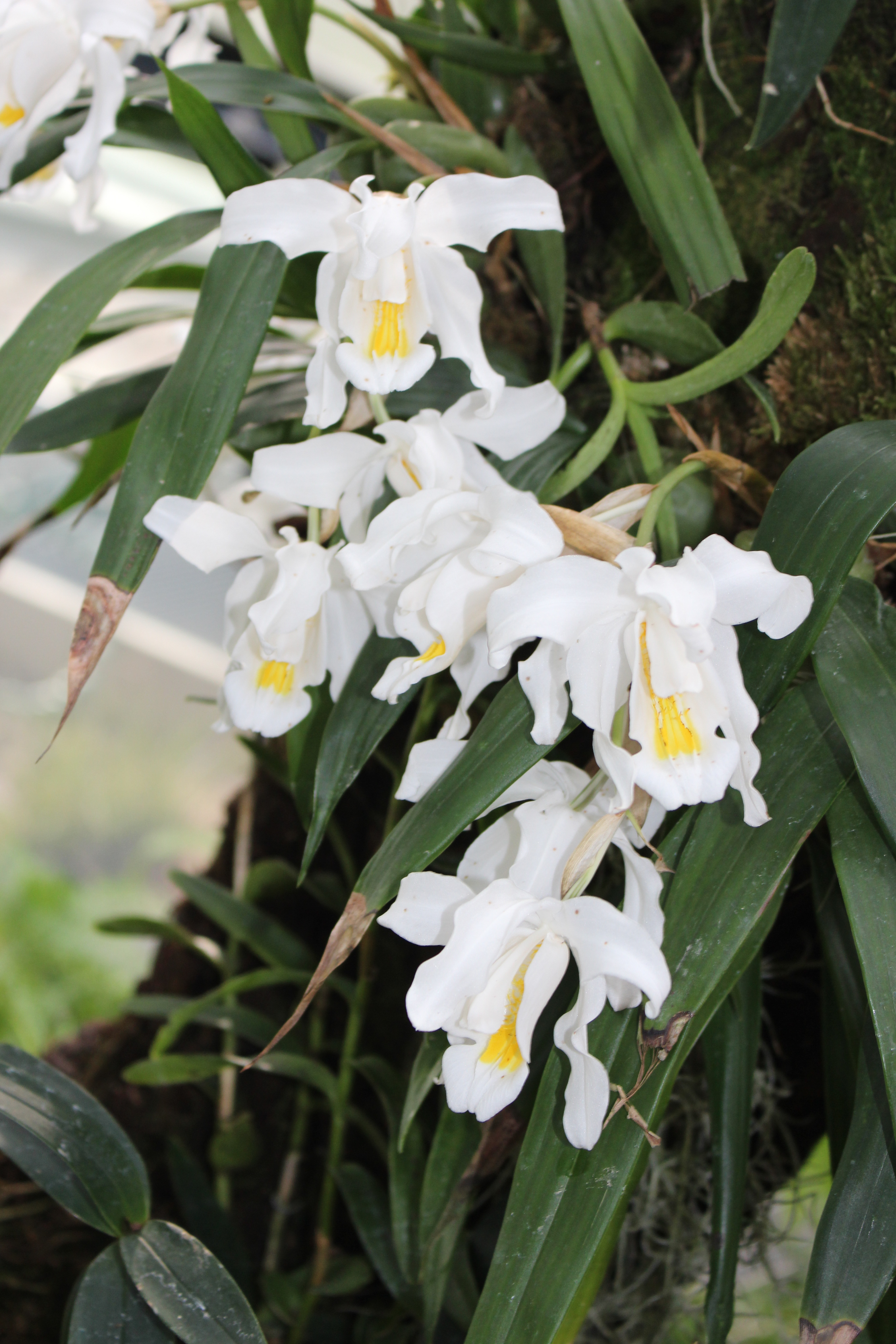
Virágai
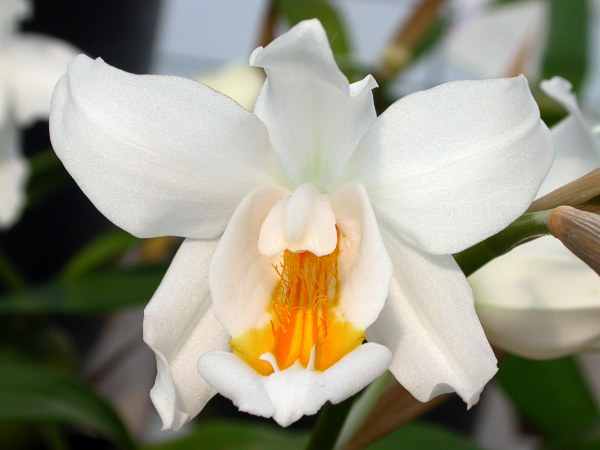
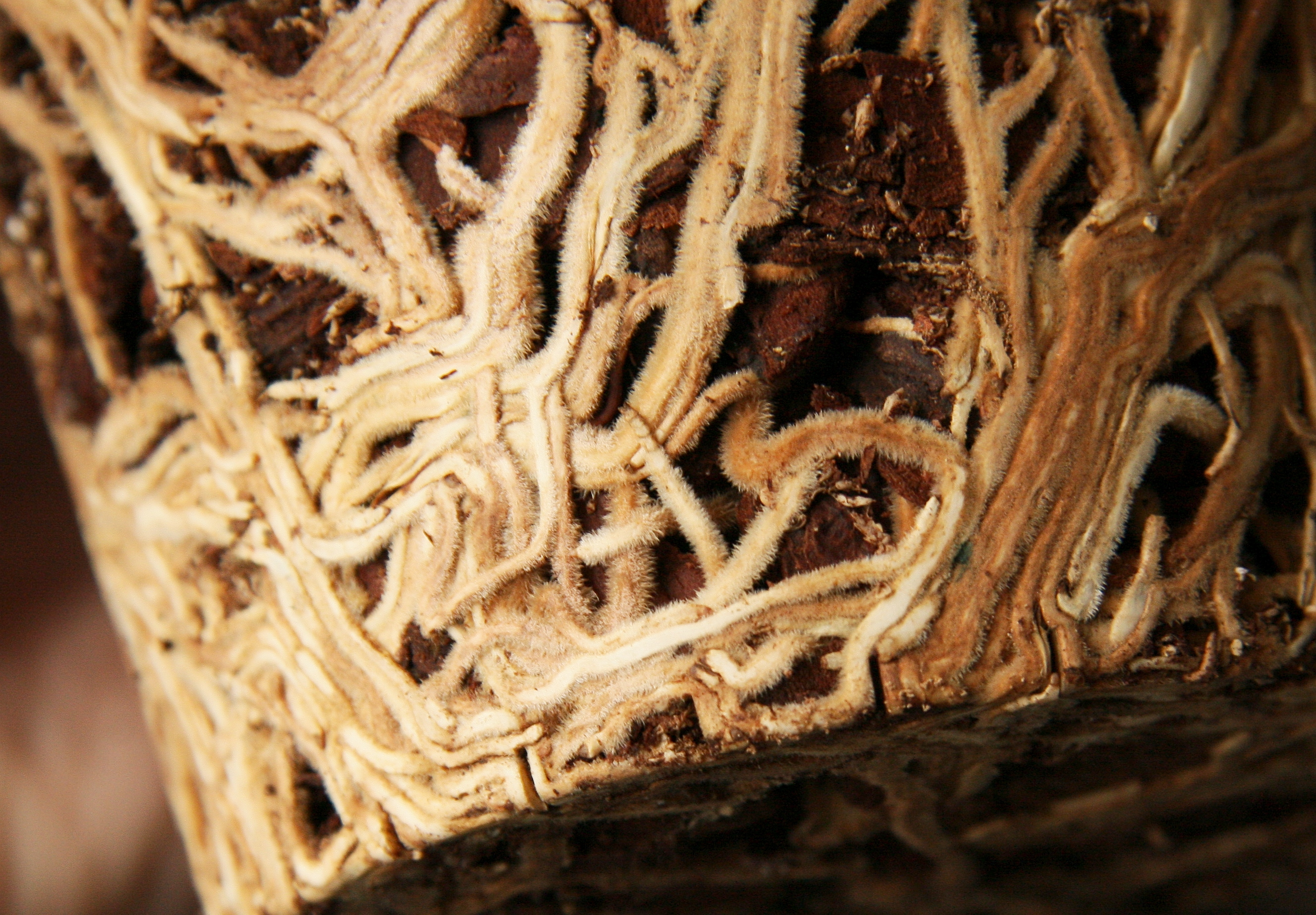
Gyökérzete
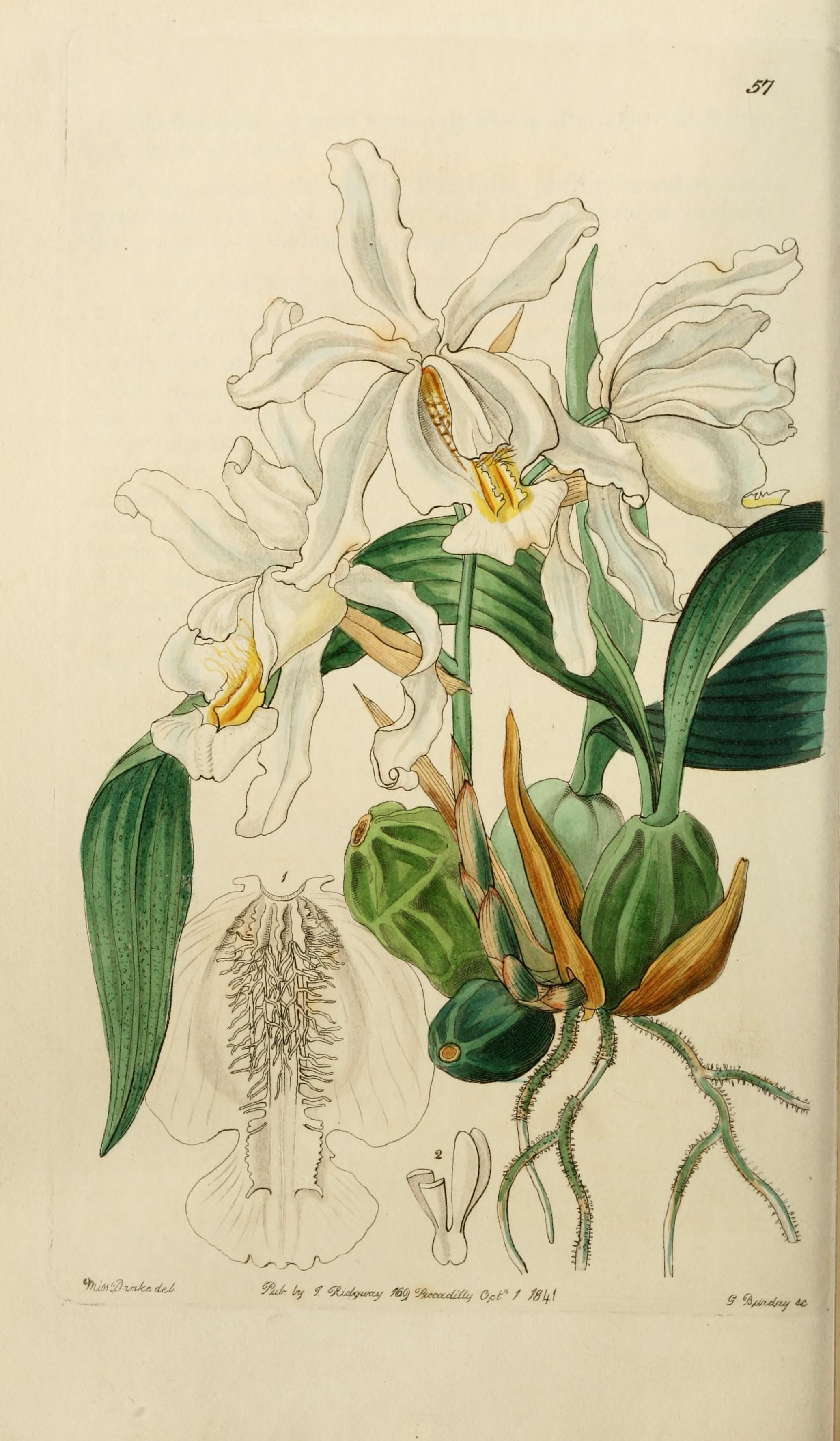
Rajz a növényről

### Fordítás
- Ez a szócikk részben vagy egészben  a   Coelogyne cristata című angol Wikipédia-szócikk ezen változatának fordításán alapul.  Az eredeti cikk szerkesztőit annak laptörténete sorolja fel. Ez a jelzés csupán a megfogalmazás eredetét és a szerzői jogokat jelzi, nem szolgál a cikkben szereplő információk forrásmegjelöléseként.